# 1854년 11월 20일 일식
1854년 11월 20일 일식은 달이 지구와 태양 사이를 지나는 혼성일식이다. 혼성일식은 달의 시직경이 태양의 시직경과 비슷하여, 관측 지역에 따라 개기일식 또는 금환일식으로 보이는 일식이다. 개기일식이나 금환일식은 매우 좁은 지역에서만 관측 가능하며, 대부분의 다른 지역에서는 부분일식으로 관측된다.